# Église Saint-Laurent de Heidingsfeld
L’église Saint-Laurent de Heidingsfeld est une église catholique romaine à Wurtzbourg. Heidingsfeld est devenu un quartier de la ville en 1929.

## Architecture
La basilique, qui date du XIIe siècle, est détruite pendant la Seconde Guerre mondiale à l'exception du clocher roman. Elle est reconstruite de 1947 à 1950 selon un projet de Hans Schädel comme une église à piliers, couverte à l'extérieur d'un toit à deux versants et couverte à l'intérieur par une voûte en berceau. Le chœur escamoté à l'est, fermé sur trois côtés, est surélevé. En-dessous se trouve la crypte. Le clocher de l'église du côté sud de la nef du bâtiment précédent, détruit pendant la guerre, est recouvert d'un toit pyramidal. Son dernier étage abrite le beffroi derrière les arcades sonores conçues en forme de meneaux. De l'autre côté de la nef se trouve un nouveau clocher plus bas, du toit pyramidal duquel s'élève une tourelle qui abrite l'horloge du clocher. Sur le maître-autel, avec les figures assistantes de Marie et Jean, se trouve un crucifix qui était à l'origine accroché dans l'arc du chœur.

## Orgue
Il y avait des traces d'un orgue dès 1563. L'orgue de Martin Joseph Schlimbach de 1883 disparaît avec l'église en 1945. En 1976, Otto Hoffmann construit un orgue à sommier coulissant à jeu mécanique et au registre électropneumatique. La table de jeu est autonome. En 2020, l'orgue est rénové par la société Hoffmann & Schindler et l'action est élargie avec un système de bus Laukhuff, qui, entre autres, inclut un seuil de registre et un système de réglage. Cette mesure impliquait un léger rééchelonnement des votes mixtes.
L'instrument dispose de 27 registres, sur deux claviers et un pédalier.

## Source
- (de) Cet article est partiellement ou en totalité issu de l’article de Wikipédia en allemand intitulé « St. Laurentius (Heidingsfeld) » (voir la liste des auteurs).

1. ↑  (de) 15 [i.e. Fünfzehn] Jahrhunderte Würzburg : e. Stadt u. ihre Geschichte, Echter, 1979, 498 p. (ISBN 9783429006419, lire en ligne), p. 215
2. ↑  (de) Christiane Lange, Zum Werk von Hans Schädel : Ein Beitrag zum Kirchenbau der fünfziger Jahre in Deutschland, VDG Weimar - Verlag und Datenbank für Geisteswissenschaften, 1995, 285 p. (ISBN 9783958990425, lire en ligne), p. 54
3. 1 2  (de) Ann-Helena Schlüter, « Hoffmann Orgel St. Laurentius Würzburg Heidingsfeld », sur Ann-Helena Schlüter (consulté le 21 juillet 2024)